# Lexus CT
El Lexus CT 200h es un automóvil de turismo eléctrico híbrido del segmento C producido por la firma de lujo japonesa Lexus, un modelo orientado principalmente al mercado europeo pero actualmente se vende en todo el mundo. Presentado en marzo de 2010 en el Salón del Automóvil de Ginebra, seis meses después de la presentación del Concept Car LF-Ch. El diseño fue llevado a cabo por Takeshi Tanabe, el cual fue aprobado en 2008 y patentado el 11 de septiembre de 2009. Las siglas CT significan Creative Touring y la nomenclatura 200h se debe a que el rendimiento híbrido es el equivalente a un motor convencional de 2.0 litros. Actualmente el CT dejó de fabricarse solamente en Estados Unidos. También cabe destacar que existen otras variaciones del CT como CT 300h o CT 400h.

## Especificaciones
El CT 200h está propulsado por el mismo motor de gasolina de cuatro cilindros VVT-i de 1.8 litros (el 2ZR-FXE de Toyota) que se usa en el Toyota Auris y el Toyota Prius, produciendo 73 kW (98 hp) y 142 N⋅m (105 lbf⋅ft) ) de par, emparejado con motores / generadores eléctricos en el sistema de accionamiento híbrido; en conjunto, el motor y los motores eléctricos producen hasta 100 kW (134 hp) y 207 N⋅m (153 lbf⋅ft) de torque junto con una transmisión variable continua controlada electrónicamente, es decir, el variador continuo (CVT) que se encarga de la transmisión de potencia. El consumo de combustible para el CT 200h se encuentra en 4.1 litros/100 km (57.4 mpg-US) en el caso de Australia.
El chasis CT 200h se basa en la plataforma Toyota MC, que es la misma plataforma utilizada por la firma matriz en sus modelos Corolla y Matrix. El Lexus CT 200h cuenta con una suspensión delantera MacPherson y un diseño de doble horquilla trasera. El CT 200h tiene cuatro modos de conducción Normal, Sport, Eco y EV, como otros vehículos híbridos. El modo Sport modifica la configuración del acelerador y de la dirección asistida eléctrica, al tiempo que hace que el control de estabilidad y el control de tracción sean menos intrusivos, lo que maximiza el rendimiento del CT200h. El modo EV genera cero emisiones cuando usa solo los motores eléctricos del vehículo en ruta.
Las características de seguridad incluyen control de estabilidad del vehículo (VSC) y ocho airbags (bolsas de aire) estándar con las opciones de un sistema de pre-colisión, con control de crucero de radar dinámico a un costo adicional. También hay un sistema de notificación de proximidad del vehículo, que utiliza un tono bajo para alertar a los peatones sobre la presencia de un vehículo motorizado híbrido, así como servicios telemáticos (conocido como Safety Connect en América del Norte).
En agosto de 2017 la gama de motores del CT únicamente  de 136 CV incorporando un sistema híbrido compuesto de un motor de gasolina de 1.8 litros con un ciclo Atkinson que desarrolla 99 CV de potencia teniendo como auxiliar otro motor eléctrico que desarrolla otros 82 CV de potencia. Disponible en las ediciones Eco, Fuji, ,Business, Executive y Sport Edition.

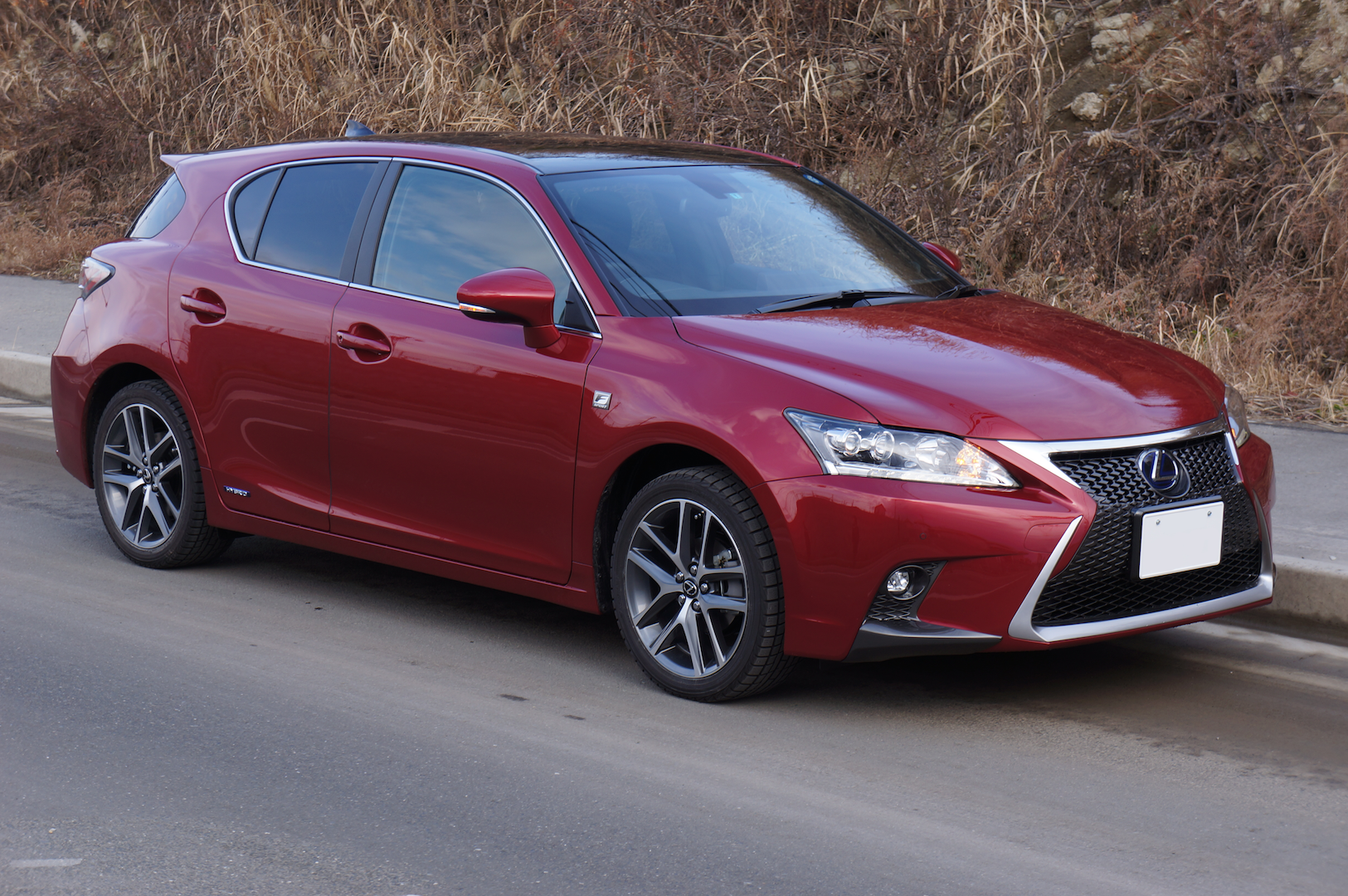
La versión F-Sport del CT

La versión de altas prestaciones F-Sport está disponible desde 34.000 euros.

## Premios
- (en inglés) El mejor coche pequeño por menos de  $35,000 - Australia's Best Cars[4]
- (en inglés) Grand Prix award for highest safety performance - Japan New Car Assessment Program* (JNCAP)[5]
- (en inglés) Winner (Hybrids) - Asian Auto Fuel Efficiency Awards 2011[6]